# Good 4 U
Good 4 u (gestileerd in kleine letters) is een nummer van de Amerikaanse singer-songwriter Olivia Rodrigo. Het werd uitgebracht op 14 mei 2021, via Geffen en Interscope Records, als de derde single van Rodrigo's debuutstudioalbum Sour, dat op 21 mei 2021 werd uitgebracht. Het nummer werd op 10 mei aangekondigd via Rodrigo's sociale media. Het is geschreven door Rodrigo en haar vaste producer Dan Nigro.
De single bereikte nummer één in Australië, Oostenrijk, Canada, Tsjechië, Denemarken, Ierland, Nieuw-Zeeland, Noorwegen, België, Singapore, Slowakije, het Verenigd Koninkrijk en de Verenigde Staten. Het werd in vele landen haar tweede nummer 1-hit na haar debuutsingle Drivers License.

## Achtergrond en release
Op 10 mei kondigde Rodrigo via haar socialemedia-accounts aan dat good 4 u op 14 mei de derde single van het album Sour zou worden, na Drivers License en Deja Vu. Naast de aankondiging onthulde ze ook de hoes van het nummer. Rodrigo had het nummer eerder vertoond in een promotie-afbeelding voor Deja Vu.
Good 4 u is een electrogetint, pop-punk, pop rock, grunge en tienerpopnummer met alternatieve invloeden. De instrumentatie wordt aangedreven door een reeks op de jaren 90 geïnspireerde elektrische gitaren.

## Videoclip
De videoclip, geregisseerd door Petra Collins, werd naast het nummer uitgebracht op 14 mei 2021. De muziekvideo verwijst naar horrorfilms zoals Audition (1999) en Jennifer's Body (2009). Rodrigo werd gestyled door vlogger Devon Carlson voor de video. In de video verschijnt Rodrigo in verschillende looks, waaronder een cheerleading- uniform dat te zien was in de coming-of-age-film The Princess Diaries uit 2001 (ook te zien op de hoes). Ze speelt de rol van een middelbare scholier die uit is op wraak. Ook vernietigt ze de slaapkamer van haar ex-vriend en steekt zijn bezittingen in brand. Volgens Insider-criticus Callie Ahlgrim is het vuur een knipoog naar de videoclip voor Taylor Swift's Picture to Burn (2008), die ook een soortgelijk wraakconcept volgt.

## Live optredens
Rodrigo voerde op 15 mei 2021 voor het eerst good 4 u uit, samen met "Drivers License", tijdens de talkshow Saturday Night Live.

## Hitlijsten

### Nederlandse Top 40
| Hitnotering: 29-05-2021 t/m 11-09-2021 | Hitnotering: 29-05-2021 t/m 11-09-2021 | Hitnotering: 29-05-2021 t/m 11-09-2021 | Hitnotering: 29-05-2021 t/m 11-09-2021 | Hitnotering: 29-05-2021 t/m 11-09-2021 | Hitnotering: 29-05-2021 t/m 11-09-2021 | Hitnotering: 29-05-2021 t/m 11-09-2021 | Hitnotering: 29-05-2021 t/m 11-09-2021 | Hitnotering: 29-05-2021 t/m 11-09-2021 | Hitnotering: 29-05-2021 t/m 11-09-2021 | Hitnotering: 29-05-2021 t/m 11-09-2021 | Hitnotering: 29-05-2021 t/m 11-09-2021 | Hitnotering: 29-05-2021 t/m 11-09-2021 | Hitnotering: 29-05-2021 t/m 11-09-2021 | Hitnotering: 29-05-2021 t/m 11-09-2021 | Hitnotering: 29-05-2021 t/m 11-09-2021 | Hitnotering: 29-05-2021 t/m 11-09-2021 | Hitnotering: 29-05-2021 t/m 11-09-2021 |
| Week:                                  | 1                                      | 2                                      | 3                                      | 4                                      | 5                                      | 6                                      | 7                                      | 8                                      | 9                                      | 10                                     | 11                                     | 12                                     | 13                                     | 14                                     | 15                                     | 16                                     |                                        |
| -------------------------------------- | -------------------------------------- | -------------------------------------- | -------------------------------------- | -------------------------------------- | -------------------------------------- | -------------------------------------- | -------------------------------------- | -------------------------------------- | -------------------------------------- | -------------------------------------- | -------------------------------------- | -------------------------------------- | -------------------------------------- | -------------------------------------- | -------------------------------------- | -------------------------------------- | -------------------------------------- |
| Positie:                               | 4                                      | 1                                      | 1                                      | 1                                      | 1                                      | 1                                      | 1                                      | 2                                      | 3                                      | 3                                      | 5                                      | 12                                     | 19                                     | 22                                     | 31                                     | 40                                     | uit                                    |

### NederlandseSingle Top 100
| Hitnotering (week 1 t/m 31): 22-05-2021 t/m 18-12-2021 Hitnotering (week 32 t/m 38): 08-01-2022 t/m 19-02-2022 | Hitnotering (week 1 t/m 31): 22-05-2021 t/m 18-12-2021 Hitnotering (week 32 t/m 38): 08-01-2022 t/m 19-02-2022 | Hitnotering (week 1 t/m 31): 22-05-2021 t/m 18-12-2021 Hitnotering (week 32 t/m 38): 08-01-2022 t/m 19-02-2022 | Hitnotering (week 1 t/m 31): 22-05-2021 t/m 18-12-2021 Hitnotering (week 32 t/m 38): 08-01-2022 t/m 19-02-2022 | Hitnotering (week 1 t/m 31): 22-05-2021 t/m 18-12-2021 Hitnotering (week 32 t/m 38): 08-01-2022 t/m 19-02-2022 | Hitnotering (week 1 t/m 31): 22-05-2021 t/m 18-12-2021 Hitnotering (week 32 t/m 38): 08-01-2022 t/m 19-02-2022 | Hitnotering (week 1 t/m 31): 22-05-2021 t/m 18-12-2021 Hitnotering (week 32 t/m 38): 08-01-2022 t/m 19-02-2022 | Hitnotering (week 1 t/m 31): 22-05-2021 t/m 18-12-2021 Hitnotering (week 32 t/m 38): 08-01-2022 t/m 19-02-2022 | Hitnotering (week 1 t/m 31): 22-05-2021 t/m 18-12-2021 Hitnotering (week 32 t/m 38): 08-01-2022 t/m 19-02-2022 | Hitnotering (week 1 t/m 31): 22-05-2021 t/m 18-12-2021 Hitnotering (week 32 t/m 38): 08-01-2022 t/m 19-02-2022 | Hitnotering (week 1 t/m 31): 22-05-2021 t/m 18-12-2021 Hitnotering (week 32 t/m 38): 08-01-2022 t/m 19-02-2022 | Hitnotering (week 1 t/m 31): 22-05-2021 t/m 18-12-2021 Hitnotering (week 32 t/m 38): 08-01-2022 t/m 19-02-2022 | Hitnotering (week 1 t/m 31): 22-05-2021 t/m 18-12-2021 Hitnotering (week 32 t/m 38): 08-01-2022 t/m 19-02-2022 | Hitnotering (week 1 t/m 31): 22-05-2021 t/m 18-12-2021 Hitnotering (week 32 t/m 38): 08-01-2022 t/m 19-02-2022 | Hitnotering (week 1 t/m 31): 22-05-2021 t/m 18-12-2021 Hitnotering (week 32 t/m 38): 08-01-2022 t/m 19-02-2022 | Hitnotering (week 1 t/m 31): 22-05-2021 t/m 18-12-2021 Hitnotering (week 32 t/m 38): 08-01-2022 t/m 19-02-2022 | Hitnotering (week 1 t/m 31): 22-05-2021 t/m 18-12-2021 Hitnotering (week 32 t/m 38): 08-01-2022 t/m 19-02-2022 | Hitnotering (week 1 t/m 31): 22-05-2021 t/m 18-12-2021 Hitnotering (week 32 t/m 38): 08-01-2022 t/m 19-02-2022 | Hitnotering (week 1 t/m 31): 22-05-2021 t/m 18-12-2021 Hitnotering (week 32 t/m 38): 08-01-2022 t/m 19-02-2022 | Hitnotering (week 1 t/m 31): 22-05-2021 t/m 18-12-2021 Hitnotering (week 32 t/m 38): 08-01-2022 t/m 19-02-2022 | Hitnotering (week 1 t/m 31): 22-05-2021 t/m 18-12-2021 Hitnotering (week 32 t/m 38): 08-01-2022 t/m 19-02-2022 |
| Week: | 1 | 2 | 3 | 4 | 5 | 6 | 7 | 8 | 9 | 10 | 11 | 12 | 13 | 14 | 15 | 16 | 17 | 18 | 19 | 20 |
| --- | --- | --- | --- | --- | --- | --- | --- | --- | --- | --- | --- | --- | --- | --- | --- | --- | --- | --- | --- | --- |
| Positie: | 17 | 2 | 1 | 1 | 1 | 1 | 1 | 2 | 4 | 4 | 6 | 6 | 7 | 7 | 9 | 13 | 19 | 21 | 30 | 36 |
| Week: | 21 | 22 | 23 | 24 | 25 | 26 | 27 | 28 | 29 | 30 | 31 | | 32 | 33 | 34 | 35 | 36 | 37 | 38 | |
| Positie: | 41 | 43 | 50 | 57 | 62 | 74 | 79 | 84 | 87 | 71 | 89 | uit | 70 | 87 | 85 | 90 | 93 | 91 | 98 | uit |

### VlaamseUltratop 50
| Hitnotering: 29-05-2021 t/m 26-02-2022 | Hitnotering: 29-05-2021 t/m 26-02-2022 | Hitnotering: 29-05-2021 t/m 26-02-2022 | Hitnotering: 29-05-2021 t/m 26-02-2022 | Hitnotering: 29-05-2021 t/m 26-02-2022 | Hitnotering: 29-05-2021 t/m 26-02-2022 | Hitnotering: 29-05-2021 t/m 26-02-2022 | Hitnotering: 29-05-2021 t/m 26-02-2022 | Hitnotering: 29-05-2021 t/m 26-02-2022 | Hitnotering: 29-05-2021 t/m 26-02-2022 | Hitnotering: 29-05-2021 t/m 26-02-2022 | Hitnotering: 29-05-2021 t/m 26-02-2022 | Hitnotering: 29-05-2021 t/m 26-02-2022 | Hitnotering: 29-05-2021 t/m 26-02-2022 | Hitnotering: 29-05-2021 t/m 26-02-2022 | Hitnotering: 29-05-2021 t/m 26-02-2022 | Hitnotering: 29-05-2021 t/m 26-02-2022 | Hitnotering: 29-05-2021 t/m 26-02-2022 | Hitnotering: 29-05-2021 t/m 26-02-2022 | Hitnotering: 29-05-2021 t/m 26-02-2022 | Hitnotering: 29-05-2021 t/m 26-02-2022 | Hitnotering: 29-05-2021 t/m 26-02-2022 |
| Week:                                  | 1                                      | 2                                      | 3                                      | 4                                      | 5                                      | 6                                      | 7                                      | 8                                      | 9                                      | 10                                     | 11                                     | 12                                     | 13                                     | 14                                     | 15                                     | 16                                     | 17                                     | 18                                     | 19                                     | 20                                     | 21                                     |
| -------------------------------------- | -------------------------------------- | -------------------------------------- | -------------------------------------- | -------------------------------------- | -------------------------------------- | -------------------------------------- | -------------------------------------- | -------------------------------------- | -------------------------------------- | -------------------------------------- | -------------------------------------- | -------------------------------------- | -------------------------------------- | -------------------------------------- | -------------------------------------- | -------------------------------------- | -------------------------------------- | -------------------------------------- | -------------------------------------- | -------------------------------------- | -------------------------------------- |
| Positie:                               | 2                                      | 1                                      | 1                                      | 1                                      | 1                                      | 1                                      | 2                                      | 2                                      | 2                                      | 2                                      | 3                                      | 5                                      | 4                                      | 5                                      | 4                                      | 7                                      | 8                                      | 12                                     | 12                                     | 17                                     | 17                                     |
| Week:                                  | 22                                     | 23                                     | 24                                     | 25                                     | 26                                     | 27                                     | 28                                     | 29                                     | 30                                     | 31                                     | 32                                     | 33                                     | 34                                     | 35                                     | 36                                     | 37                                     | 38                                     | 39                                     | 40                                     |                                        |                                        |
| Positie:                               | 21                                     | 22                                     | 24                                     | 19                                     | 25                                     | 24                                     | 23                                     | 22                                     | 21                                     | 22                                     | 25                                     | 24                                     | 28                                     | 34                                     | 27                                     | 36                                     | 44                                     | 42                                     | 45                                     | uit                                    |                                        |

### NPO Radio 2 Top 2000
| Nummer met noteringen in de NPO Radio 2 Top 2000 | '23  | '24  |
| ------------------------------------------------ | ---- | ---- |
| Good 4 U                                         | 1454 | 1435 |

1. ↑  Een vetgedrukt getal geeft de hoogste notering aan.
2. ↑  2023 was het eerste jaar met een notering voor dit nummer.